# Ehlo Huang
Ehlo Huang Yu Rong (cinese tradizionale: 黃玉榮; pinyin: Huang Yu Rong; Taiwan, 1º aprile 1977) è un attore e cantante taiwanese, membro attuale della popolare boy band 183 Club.

## Filmografia

### Film
- Tai Bei Wang Jiu Chao Wu 臺北晚九朝五

### Serie televisive
| Anno | Titolo inglese                   | Titolo cinese | Ruolo                 |
| ---- | -------------------------------- | ------------- | --------------------- |
| 2003 | Holding Hands Towards Tomorrow   | 牽手向明天    | Li Bo Shan            |
| 2004 | In Love With A Rich Girl         | 愛上千金美眉  | Justin                |
| 2004 | Heaven's Wedding Gown            | 天國的嫁衣    | 阿 Ken                |
| 2005 | The Prince Who Turns into a Frog | 王子變青蛙    | Li Da Wei (李大偉)    |
| 2006 | The Magicians of Love            | 愛情魔髮師    |                       |
| 2007 | My Lucky Star                    | 放羊的星星    | Zhao Shi San (趙十三) |